# ギド・ヴァン・デル・ガルデ
ギド・ゲイズベルタス・ゲリット・ヴァン・デル・ガルデ（Giedo Gijsbertus Gerrit van der Garde, 1985年4月25日 - ）は、オランダ・レーネン出身の元レーシングドライバー。
オランダ語での読み方はヒード・ファン・デル・ハルデが近い。van der Gardeがファミリーネーム。

## 経歴

### レーシングカート
ヴァン・デル・ガルデは1998年にオランダのカート選手権を優勝し、スーパーAでは、2001年と2002年の世界チャンピオンになった。

### フォーミュラ・ルノー
2003年からは4輪レースに転向した。オランダ・フォーミュラ・ルノー2000選手権にVan Amersfoort Racingから参戦し総合6位となった。このパフォーマンスにより、ルノーF1・ドライバー・デベロップメント・プログラムに参加することになった。

### フォーミュラ3
2004年にSignature-PlusよりユーロF3に参戦し総合9位に終え、ルノー・ドライバー・デベロップメント・プログラムから離脱した。2005年は平手晃平のチームメイトとしてTeam Rosbergから参戦し前年と同じく総合9位となった。
2006年はASMチームから参戦し、ポール・ディ・レスタ、セバスチャン・ベッテル及び小林可夢偉という将来F1ドライバーとなる選手とチームメートとなった。結果は総合6位（1位1回・2位2回）で2年目のディ・レスタ、ベッテルの後塵を拝した。

### フォーミュラ・ルノー3.5

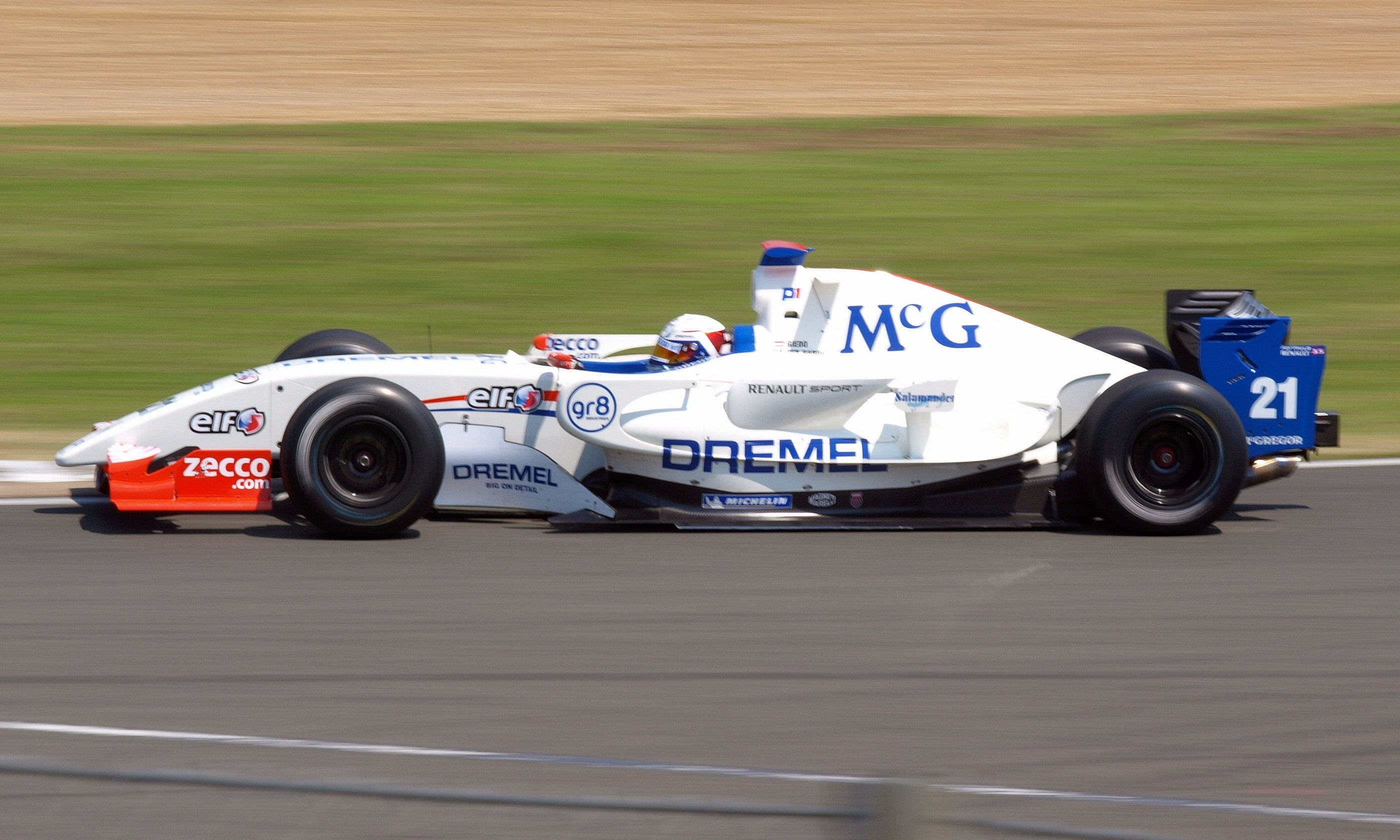
フォーミュラ・ルノー3.5に参戦中のガルデ（2008年シルバーストーン）

2007年はフォーミュラ・ルノー3.5にVictory Engineeringから参戦し、選手権6位となったが勝利は出来なかった。2007年10月4日と5日にGP2のDAMSとArden International Motorsportでテストをおこなった。しかし翌年はフォーミュラ・ルノー3.5に留まることになった。
2008年はP1 Motorsportに移籍し、5勝を挙げる活躍でシリーズチャンピオンに輝いた。

### GP2
2008-2009年のGP2アジアシリーズ及びGP2シリーズにiスポーツ・インターナショナルより参戦。アジアシリーズ12位、GP2シリーズ7位。2009-2010年のGP2アジアシリーズからはAddax Teamに移籍。2010年のGP2シリーズも7位、2011年GP2シリーズは5位。2012年はケータハム・レーシングに移籍し、ついに優勝を達成。2勝を上げてシリーズ6位となった。

### F1

#### 2006年
2006年にマクラーレン・ヤング・ドライバーズ・プログラムの一員になった。

#### 2007年
2006年12月15日にヴァン・デル・ガルデは2007年のF1世界選手権はスーパーアグリF1チーム(SAF1)のサード・ドライバーとして参加すると発表され、そして2007年1月31日のバルセロナ合同テストではSAF1の一員として参加した。だが、この時、SAF1のドライバーとして参戦する条件だった資金がSAF1に振り込みが確認できなかったため、数周の走行のみとなった。
ところが、2007年2月1日、スパイカーF1側がヴァン・デル・ガルデをテスト・ドライバーの候補に入っているという情報が流れた。これを受け、翌日2月2日にSAF1側が｢SAF1は、2007年のテストドライバーとして有効な契約をヴァン・デル・ガルデと結んでいる。｣という声明を発表した。また、｢契約は2007年1月23日にSAF1によって国際自動車連盟(FIA)の契約承認委員会(Contracts Recognition Board)に提出されている。｣とも同時に発表された。
その混乱の最中、2007年2月5日にシルバーストンで行われたスパイカーの新車発表会で、ヴァン・デル・ガルデはスパイカーのテスト・ドライバーとして起用が正式に発表された。そのため、スパイカーはヴァン・デル・ガルデを2007年オーストラリアグランプリの金曜日のテストドライバーとして参加させようとしていたが、SAF1との契約問題があるために、参加に必要なスーパーライセンスがFIAから交付されず、出走はできなかった。
その後、SAF1はガルデに対して契約の違約金の裁判を行っているとしているが、2007年6月20日にシルバーストーンのテストでスパイカーのドライバーとして参加したことから、契約に関する論争は終わったのではないかと見られているが（SAF1が同意しない限りテスト走行できないとされていたため。）、詳細は不明である。
2007年12月に行われたヘレス合同テストに、フォース・インディアでテストドライバーを務めた。

#### 2012年
2012年はケータハムのリザーブドライバーとして契約。プレシーズンテストと金曜フリー走行に出走することになった。

#### 2013年
2013年はケータハムのレギュラードライバーに昇格した。最高位はハンガリーGPの14位。ジュール・ビアンキが獲得した13位を上回れず、ケータハムはマルシャに敗れ最下位に終わった。

#### 2014年
2014年はザウバーのテスト兼リザーブドライバーに就任した。

#### 2015年
2015年はザウバーのレギュラードライバーに就任する契約を結んでいたが、チームの都合によりシートを失った。その後契約違反を訴え裁判に発展したが、最終的には違約金を受け取り契約解除となった（後述）。

### スポーツカーへ
ヴァン・デル・ガルデはF1を諦めてスポーツカーレースへと転身。WECではLMP2クラスのGドライブ・レーシングからル・マン24時間レースデビューにデビューし（結果はリタイア）、終盤はエクストリーム・スピード・モータースポーツから富士・バーレーンにスポット参戦した。また同年ELMS（ヨーロピアン・ル・マン・シリーズ）ではGドライブからLMP2でフル参戦し、1年目にしてチャンピオンとなった。2018年にはWECのLMP2クラスにはレーシングチーム・ネダーランドからフル参戦する。

## 人物
- 元マクラーレン・ヤングドライバー・サポート・プログラムのドライバーで、その前はルノーの育成プログラムの一員だった。
- 9歳からカートをはじめオランダ国内のチャンピオンを2回獲得している。
- 2003年より4輪レースに参戦。
  - 2003年のフォーミュラ・ルノーオランダ選手権ではランキング4位となりベストルーキーを受賞した。
- 2004年からはユーロF3に参戦、2006年は初優勝を含む2勝をあげ、ランキング6位となった。
- 2008年はフォーミュラ・ルノー3.5チャンピオンとなっている。
- GP2では第一レースで通算2勝、最高ランキングは6位。
- 2016年ヨーロピアン・ル・マン・シリーズドライバーズチャンピオン。

## 契約トラブル問題
現役ドライバーの中では、何かと契約に関するトラブルを起こす人物として有名である。

### 二重契約問題
ギド・ヴァン・デル・ガルデはスーパーアグリF1チームと2007年シーズンのリサーブ＆テストドライバーとして契約し、FIA契約承認委員会に2007年1月23日提出された。しかし、後日行われたスパイカーF1の新車発表会にテストドライバーとして参加。本人も『僕はスパイカーの一員だ』と話した。これに対しスーパーアグリは契約は我々と結んでいると主張。実際に契約承認委員会に承認されている契約はスーパーアグリF1チームのもので、スーパーライセンスの申請権もスーパーアグリにあった。
ヴァン・デル・ガルデがスーパーアグリのマシンで走行したのは契約後の2月1日に行われたバルセロナ合同テストで4周しか走らなかったため、突然の移籍を表明したという見方もできるが、こうなった理由は存在した。元々、『資金の持ち込みを前提に契約したが、期日までに入金がなされなかったのでテスト途中段階でお引き取り頂いた。既に弁護士を通じ裁判段階に入っている。ギドはどうやったってスパイカーには乗れないよ』とスーパーアグリのチームオーナーである鈴木亜久里が話したように、ヴァン・デル・ガルデがスーパーアグリとの契約条件を満たしていなかった結果である。その資金の持込というのはヴァン・デル・ガルデのパーソナルスポンサーであるテルフォートからの500万ドル（約6億円）のことであるが、ヴァン・デル・ガルデの出身国であるオランダはF1へのスポンサーシップに積極的な国で、さらにオランダ系の企業のスポンサーを見つける可能性もあった。
この契約トラブルについては、本人の意思と言うよりもマネージメントサイドの問題であることは間違いないが、本人がインタビューに対し『2つのチームが自分を取り合うのは、自分が魅力的なドライバーである証拠だから、決して悪いことではない』という見当違いな発言をするなど、自身へ与える印象に更なる悪影響を及ぼすこととなった。
彼は「違約金を払ってスーパーアグリを離れる」か、「スパイカーが契約を買い取る」か、もしくは「スポンサーに入金を頼んでスーパーアグリの一員となる」かが彼に残された道となった。だが、スパイカーのマネージングディレクターであるコリン・コレスは、すでに『ギドの契約問題は彼自身が解決すべき問題』と発言し、チームとして彼を擁護する意向は無く、言わば四面楚歌の状態となった。彼自身にドライバーとしての能力が充分にあったとしても、彼のマネージメントがF1チームからの信頼を失う状況となってしまった。その結果、F1でのテストドライバーのポジションを失っただけでなく、ステップアップの機会も失うこととなった。そのため、2008年はワールドシリーズ・バイ・ルノーで2年目のシーズンを戦った。

### 契約不履行問題
2007年のフォース・インディアでのテスト契約について、6,000kmのテスト保証があったにもかかわらず、2,000kmしか走行できなかったことから、フォース・インディアに対して契約不履行を訴え、持ち込み資金の返還を求めて係争中であった。

### レギュラードライバー契約存続問題
ザウバー#ドライバー多重契約騒動も参照
2015年のF1シーズンを前に、ザウバーは資金難を解決するためレギュラードライバーを前年のエイドリアン・スーティルとエステバン・グティエレスに替えて、多くのスポンサーを抱えるマーカス・エリクソンとフェリペ・ナッセの2人と契約したことを発表した。
しかし、このチームの行動にヴァン・デル・ガルデは2015年のレギュラードライバーとして契約するという内容と相反するものであると主張、ザウバー相手に訴訟を行った。その結果、スイスとオーストラリアの裁判所はガルデ側に勝訴を言い渡した。ザウバーは判決を不服として控訴するも棄却された。これによりエリクソンとナッセのどちらかがレギュラードライバーとしての権利を失うことが決まり、さらにヴァン・デル・ガルデを出走させない場合は判決に背く法廷侮辱罪としてザウバーの資産を差し押さえる可能性も示唆された。しかし、2015年度のFIAスーパーライセンスを所持していないことや開幕戦のオーストラリアGPまでに手続きを進めるも間に合わないために、開幕戦のシートは放棄することで同意。ライセンスの発給はバーレーンGP以降が予定された。

これについてエリクソンとナッセのどちらがシートを失うかが注目されていたが、この件にバーニー・エクレストンが介入し最終的にザウバー側が違約金として1500万ユーロ（日本円にして約19億円）をヴァン・デル・ガルデ側に支払うことで合意し、ヴァン・デル・ガルデ側は訴えを取り下げた。これによって2015年のザウバーのドライバーは当初のエントリー通りエリクソンとナッセが継続することが確定し、ヴァン・デル・ガルデはザウバーとの契約を解除する運びとなった。
この手の「ペイドライバー」による持ち込み資金によるシート奪取は20年以上前から井上隆智穂によって指摘されており、こうした事態が発生した場合いかなる選択肢であろうがレギュラードライバーは2人と決まっていて、どちらかがシートを降りなければならない。おそらく2015年度のシートマネーを支払っているであろうヴァン・デル・ガルデの義理の父マルセル・ボークホーンは、この問題を受けてもザウバーを経済的に支援することを表明しており、ザウバーの縁がこれで完全になくなったわけではなかった。だが、当初から強引にシートを取り返そうとするヴァン・デル・ガルデの行動をいぶかしく思ったファンが多数であり、騒動後にはザウバーの資金難を暴露するなど、自身の印象を悪化させた面もあった。
なお、同じ被害を受けたスーティルは当初は表沙汰にせず、あくまで訴訟は最終手段という位置づけであった。しかし、2016年に入りスーティルもザウバーに対し契約を一方的に破棄されたと主張して違約金約4億円を要求・告訴。裁判の結果、スーティルが勝訴してザウバーに対し違約金の全額支払い命令が下された。これにより、ヴァン・デル・ガルデの行動の正当性が一応は証明された形となり、ヴァン・デル・ガルデの印象は回復した。
余談だが、この騒動ではヴァン・デル・ガルデ、エリクソン、ナッセ、スーティルの4名の他に、グティエレス、そして当時マルシャのジュール・ビアンキまで含めた6名が2015年のレギュラードライバーとして有効な契約をザウバーと交わしていたとされているが、この6名がどういった順番でどのような内容の契約を結んでいたかは現在も明らかになっていない。

## レース戦績

### フォーミュラ

#### F3・ユーロシリーズ
| 年     | チーム                         | シャシー          | エンジン        | 1         | 2       | 3        | 4         | 5         | 6        | 7        | 8         | 9         | 10       | 11        | 12        | 13      | 14       | 15        | 16      | 17        | 18       | 19        | 20        | 順位 | ポイント |
| ------ | ------------------------------ | ----------------- | --------------- | --------- | ------- | -------- | --------- | --------- | -------- | -------- | --------- | --------- | -------- | --------- | --------- | ------- | -------- | --------- | ------- | --------- | -------- | --------- | --------- | ---- | -------- |
| 2004年 | オペル・チーム・シグナチュール | ダラーラ F302/018 | スピネス-オペル | HOC 1 9   | HOC 2 4 | EST 1 16 | EST 2 6   | ADR 1 3   | ADR 2 6  | PAU 1 12 | PAU 2 Ret | NOR 1 Ret | NOR 2 12 | MAG 1 18  | MAG 2 7   | NÜR 1 7 | NÜR 2 12 | ZAN 1 4   | ZAN 2 8 | BRN 1 5   | BRN 2 3  | HOC 1 12  | HOC 2 22† | 9位  | 37       |
| 2005年 | チーム・ロズベルグ             | ダラーラ F305/039 | スピネス-オペル | HOC 1 Ret | HOC 2 4 | PAU 1 6  | PAU 2 15† | SPA 1 Ret | SPA 2 17 | MON 1 11 | MON 2 Ret | OSC 1 17  | OSC 2 6  | NOR 1 Ret | NOR 2 Ret | NÜR 1 8 | NÜR 2 5  | ZAN 1 Ret | ZAN 2 3 | LAU 1 2   | LAU 2 6  | HOC 1 Ret | HOC 2 13  | 9位  | 34       |
| 2006年 | ASM フォーミュラ3              | ダラーラ F305/012 | メルセデス      | HOC 1 Ret | HOC 2 7 | LAU 1 12 | LAU 2 9   | OSC 1 Ret | OSC 2 11 | BRH 1 4  | BRH 2 19  | NOR 1 6   | NOR 2 1  | NÜR 1 3   | NÜR 2 11  | ZAN 1 2 | ZAN 2 5  | CAT 1 16  | CAT 2 8 | BUG 1 DNS | BUG 2 12 | HOC 1 9   | HOC 2     | 6位  | 37       |

- 太字はポールポジション、斜字はファステストラップ。(key)
- † : リタイアだが、90%以上の距離を走行したため規定により完走扱い。

#### フォーミュラ・ルノー3.5 シリーズ
| 年     | チーム                       | 1         | 2        | 3         | 4        | 5       | 6       | 7       | 8       | 9         | 10       | 11       | 12        | 13      | 14      | 15      | 16        | 17        | 順位 | ポイント |
| ------ | ---------------------------- | --------- | -------- | --------- | -------- | ------- | ------- | ------- | ------- | --------- | -------- | -------- | --------- | ------- | ------- | ------- | --------- | --------- | ---- | -------- |
| 2007年 | ビクトリー・エンジニアリング | MNZ 1 19† | MNZ 2 12 | NÜR 1 7   | NÜR 2 19 | MON 1 5 | HUN 1 6 | HUN 2 6 | SPA 1 6 | SPA 2 5   | DON 1 21 | DON 2 12 | MAG 1 5   | MAG 2 6 | EST 1 4 | EST 2 4 | CAT 1 6   | CAT 2 Ret | 6位  | 67       |
| 2008年 | P1・モータースポーツ         | MNZ 1     | MNZ 2 1  | SPA 1 Ret | SPA 2 1  | MON 1 5 | SIL 1 4 | SIL 2   | HUN 1   | HUN 2 21† | NÜR 1 2  | NÜR 2 7  | LMS 1 DNS | LMS 2 1 | EST 1 8 | EST 2 8 | CAT 1 DNS | CAT 2 Ret | 1位  | 137      |

- 太字はポールポジション、斜字はファステストラップ。(key)
- † : リタイアだが、90%以上の距離を走行したため規定により完走扱い。

#### GP2
| 年     | チーム                        | 1          | 2         | 3           | 4           | 5           | 6          | 7           | 8          | 9          | 10          | 11         | 12          | 13         | 14          | 15          | 16         | 17          | 18          | 19          | 20         | 21        | 22        | 順位 | ポイント |
| ------ | ----------------------------- | ---------- | --------- | ----------- | ----------- | ----------- | ---------- | ----------- | ---------- | ---------- | ----------- | ---------- | ----------- | ---------- | ----------- | ----------- | ---------- | ----------- | ----------- | ----------- | ---------- | --------- | --------- | ---- | -------- |
| 2009年 | iスポーツ・インターナショナル | ESP FEA 7  | ESP SPR 4 | MON FEA NC  | MON SPR 11  | TUR FEA 15  | TUR SPR 13 | GBR FEA Ret | GBR SPR 13 | GER FEA 12 | GER SPR Ret | HUN FEA 7  | HUN SPR 1   | EUR FEA 14 | EUR SPR Ret | BEL FEA 6   | BEL SPR 1  | ITA FEA 1   | ITA SPR 6   | POR FEA Ret | POR SPR 6  |           |           | 7位  | 34       |
| 2010年 | バルワ・アダックス・チーム    | ESP FEA 20 | ESP SPR 9 | MON FEA 6   | MON SPR 2   | TUR FEA 4   | TUR SPR 3  | EUR FEA 4   | EUR SPR 2  | GBR FEA 9  | GBR SPR 7   | GER FEA 12 | GER SPR 9   | HUN FEA 5  | HUN SPR 4   | BEL FEA 9   | BEL SPR 2  | ITA FEA Ret | ITA SPR Ret | ABU FEA Ret | ABU SPR 19 |           |           | 7位  | 39       |
| 2011年 | バルワ・アダックス・チーム    | TUR FEA 4  | TUR SPR 2 | ESP FEA 2   | ESP SPR Ret | MON FEA Ret | MON SPR 9  | EUR FEA 2   | EUR SPR 3  | GBR FEA 8  | GBR SPR 3   | GER FEA 6  | GER SPR Ret | HUN FEA 4  | HUN SPR 4   | BEL FEA Ret | BEL SPR 20 | ITA FEA 21  | ITA SPR 13  |             |            |           |           | 5位  | 49       |
| 2012年 | ケータハム・レーシング        | MLS FEA 9  | MLS SPR 4 | BHR FEA Ret | BHR SPR 9   | ESP FEA 1   | ESP SPR 6  | MON FEA 3   | MON SPR 3  | EUR FEA 11 | EUR SPR 6   | GBR FEA 8  | GBR SPR 21† | GER FEA 5  | GER SPR 2   | HUN FEA 5   | HUN SPR 10 | BEL FEA 5   | BEL SPR 21  | ITA FEA Ret | ITA SPR 10 | SIN FEA 8 | SIN SPR 1 | 6位  | 160      |

- 太字はポールポジション、斜字はファステストラップ。(key)
- † : リタイアだが、90%以上の距離を走行したため規定により完走扱い。

##### GP2アジアシリーズ
| 年        | エントラント               | 1          | 2           | 3            | 4           | 5          | 6           | 7          | 8         | 9          | 10         | 11         | 12         | DC   | ポイント |
| --------- | -------------------------- | ---------- | ----------- | ------------ | ----------- | ---------- | ----------- | ---------- | --------- | ---------- | ---------- | ---------- | ---------- | ---- | -------- |
| 2008-09年 | GFH チーム・iスポーツ      | SHI FEA 10 | SHI SPR DNS | DUB FEA 4    | DUB SPR C   | BHR1 FEA 7 | BHR1 SPR 14 | LSL FEA 12 | LSL SPR 8 | SEP FEA 14 | SEP SPR 10 | BHR2 FEA 5 | BHR2 SPR 7 | 12位 | 11       |
| 2009-10年 | バルワ・アダックス・チーム | YMC1 FEA   | YMC1 SPR    | YMC2 FEA Ret | YMC2 SPR 19 | BHR1 FEA   | BHR1 SPR    | BHR2 FEA   | BHR2 SPR  |            |            |            |            | 34位 | 0        |
| 2011年    | バルワ・アダックス・チーム | YMC FEA 5  | YMC SPR 23  | IMO FEA 2    | IMO SPR 3   |            |             |            |           |            |            |            |            | 3位  | 16       |

(key)

#### F1
| 年     | チーム     | シャシー | 1      | 2      | 3      | 4      | 5       | 6      | 7       | 8      | 9      | 10     | 11     | 12     | 13     | 14     | 15      | 16      | 17     | 18     | 19     | 20     | WDC  | ポイント |
| ------ | ---------- | -------- | ------ | ------ | ------ | ------ | ------- | ------ | ------- | ------ | ------ | ------ | ------ | ------ | ------ | ------ | ------- | ------- | ------ | ------ | ------ | ------ | ---- | -------- |
| 2012年 | ケータハム | CT01     | AUS    | MAL    | CHN TD | BHR    | ESP     | MON    | CAN     | EUR    | GBR    | GER    | HUN    | BEL    | ITA    | SIN    | JPN TD  | KOR TD  | IND TD | ABU TD | USA    | BRA TD | -    | -        |
| 2013年 | ケータハム | CT03     | AUS 18 | MAL 15 | CHN 18 | BHR 21 | ESP Ret | MON 15 | CAN Ret | GBR 18 | GER 18 | HUN 14 | BEL 16 | ITA 18 | SIN 16 | KOR 15 | JPN Ret | IND Ret | ABU 18 | USA 19 | BRA 18 |        | 22位 | 0        |
| 2014年 | ザウバー   | C33      | AUS    | MAL    | BHR TD | CHN TD | ESP TD  | MON    | CAN     | AUT    | GBR TD | GER TD | HUN    | BEL TD | ITA TD | SIN    | JPN     | RUS     | ABU    | USA    | BRA    |        | -    | -        |

(key)

### スポーツカー

#### FIA 世界耐久選手権
| 年        | チーム                                   | 使用車両       | クラス | 1     | 2      | 3       | 4     | 5     | 6     | 7     | 8     | 9     | 順位 | ポイント |
| --------- | ---------------------------------------- | -------------- | ------ | ----- | ------ | ------- | ----- | ----- | ----- | ----- | ----- | ----- | ---- | -------- |
| 2016年    | G-ドライブ・レーシング                   | ギブソン・015S | LMP2   | SIL   | SPA 6  | LMN Ret | NÜR   | MEX   | COA   |       |       |       | 21位 | 30       |
| 2016年    | エクストリームスピード・モータースポーツ | リジェ・JS P2  | LMP2   |       |        |         |       |       |       | FSW 4 | SHA   | BHR 5 | 21位 | 30       |
| 2018-19年 | レーシングチーム・ネダーランド           | ダラーラ・P217 | LMP2   | SPA 7 | LMN 5  | SIL 5   | FSW 7 | SHA 5 | SEB 5 | SPA 5 | LMN 5 |       | 5位  | 47       |
| 2019-20年 | レーシングチーム・ネダーランド           | オレカ・07     | LMP2   | SIL 3 | FUJ 1  | SHA 5   | BHR 5 | COA 5 | SPA 3 | LMS 6 | BHR 3 |       | 6位  | 130      |
| 2021年    | レーシングチーム・ネダーランド           | オレカ・07     | LMP2   | SPA 4 | POR 10 | MNZ     | LMN 6 | BHR 5 | BHR 6 |       |       |       | 9位  | 52       |

- 太字はポールポジション、斜字はファステストラップ。(key)

#### ヨーロピアン・ル・マン・シリーズ
| 年     | チーム                 | 使用車両       | クラス | 1     | 2     | 3     | 4     | 5     | 6     | 順位 | ポイント |
| ------ | ---------------------- | -------------- | ------ | ----- | ----- | ----- | ----- | ----- | ----- | ---- | -------- |
| 2016年 | G-ドライブ・レーシング | ギブソン・015S | LMP2   | SIL 1 | IMO 2 | SPL 3 | CAS 5 | SPA 5 | EST 1 | 1位  | 103      |

- 太字はポールポジション、斜字はファステストラップ。(key)

#### ル・マン24時間レース
| ル・マン24時間レース 結果 | ル・マン24時間レース 結果      | ル・マン24時間レース 結果                             | ル・マン24時間レース 結果 | ル・マン24時間レース 結果 | ル・マン24時間レース 結果 | ル・マン24時間レース 結果 | ル・マン24時間レース 結果 |
| 年                        | チーム                         | コ・ドライバー                                        | 使用車両                  | クラス                    | 周回                      | 順位                      | クラス 順位               |
| ------------------------- | ------------------------------ | ----------------------------------------------------- | ------------------------- | ------------------------- | ------------------------- | ------------------------- | ------------------------- |
| 2016年                    | G-ドライブ・レーシング         | ジェイク・デニス サイモン・ドゥーラン                 | ギブソン・015S-日産       | LMP2                      | 222                       | DNF                       | DNF                       |
| 2018年                    | レーシングチーム・ネダーランド | フリッツ・ヴァン・イアード ヤン・ラマース             | ダラーラ・P217-ギブソン   | LMP2                      | 356                       | 11位                      | 7位                       |
| 2019年                    | レーシングチーム・ネダーランド | フリッツ・ヴァン・イアード ニック・デ・フリース       | ダラーラ・P217-ギブソン   | LMP2                      | 340                       | 26位                      | 15位                      |
| 2020年                    | レーシングチーム・ネダーランド | フリッツ・ヴァン・イアード ニック・デ・フリース       | オレカ・07-ギブソン       | LMP2                      | 349                       | 19位                      | 15位                      |
| 2021年                    | レーシングチーム・ネダーランド | フリッツ・ヴァン・イアード ジョブ・ヴァン・ウィタート | オレカ・07-ギブソン       | LMP2                      | 356                       | 16位                      | 11位                      |